# Laura Rihan
Laura Kristine Molin Rihan (født 3. april 1996 i København) er en dansk skuespillerinde. Hendes første job var som medvirkende i filmen Karlas Kabale 2007.

## Medvirkende
Hun har desuden været med i:
- Film: Karlas Kabale 2007, Molly (birolle)
- Novellefilm: Frederikke 2008, Frederikke (hovedrolle)
- TV serie: Sommer, afsnit 15, 2008, Magdalena (birolle).
- Primært castet hos Jette Termann.